# Степанов, Владимир Викторович
Влади́мир Ви́кторович Степа́нов (род. 16 мая 1959, Москва) — российский военный и государственный деятель. Первый заместитель Министра Российской Федерации по делам гражданской обороны, чрезвычайным ситуациям и ликвидации последствий стихийных бедствий (2015—2018). Префект Северного административного округа города Москвы (2 октября 2018 — 12 ноября 2021). Действительный государственный советник Российской Федерации 1 класса (2017), генерал-полковник запаса, кандидат экономических наук.

## Биография
Проходил срочную военную службу в ВС СССР. С 1977 года по 1979 год — рядовой, младший сержант, командир отделения Войсковой части № 86614, Московский военный округ (МВО).
В 1983 году окончил Московское высшее командное училище дорожных и инженерных войск (МВКУДИВ), Министерства обороны СССР. С 1983 года по 1990 год Владимир Степанов служил в Уральском военном округе: был командиром учебного взвода, командиром роты, начальником штаба — заместителем командира батальона обеспечения учебного процесса 1114-го отдельного учебного полка гражданской обороны.
В 1993 году окончил Военно-инженерную академию им. В. В. Куйбышева. С 1993 года работал в системе Госкомитета России по делам гражданской обороны, чрезвычайным ситуациям и ликвидации последствий стихийных бедствий — МЧС России. В 1993—1996 годах занимал должность начальника штаба — заместителя командира 143-й отдельной спасательной бригады, а затем, с 1996 года по 1999 год — командира 147-й отдельной спасательной бригады Центрального регионального центра МЧС.
В 1999—2003 годах — начальник Главного управления по делам гражданской обороны и чрезвычайным ситуациям — заместитель начальника гражданской обороны Тверской области. В 2003—2004 годах — работал в должности заместителя начальника Академии гражданской защиты МЧС России.
С 2004 года по 2006 год — возглавлял Управление войск и сил гражданской обороны МЧС России. С 23 февраля 2006 года по 10 сентября 2013 года — начальник Центрального регионального центра МЧС России. С 10 сентября 2013 года  — заместитель министра России по делам гражданской обороны, чрезвычайным ситуациям и ликвидации последствий стихийных бедствий. 5 ноября 2015 года генерал-полковник Степанов Владимир Викторович был освобождён от должности и уволен с военной службы. Этим же указом от 5 ноября 2015 года уже как гражданское лицо В. В. Степанов назначен первым заместителем министра России по делам гражданской обороны, чрезвычайным ситуациям и ликвидации последствий стихийных бедствий. Действительный государственный советник Российской Федерации 2 класса.
Президент России В. В. Путин указом от 4 июня 2018 года освободил Владимира Степанова от занимаемой должности Первого заместителя министра по чрезвычайным ситуациям.
С 2 октября 2018 по 12 ноября 2021 года — префект Северного административного округа города Москвы.
Член «Единой России». Секретарь местного отделения партии «Единая Россия» САО города Москвы и член Московского регионального политического совета «Единой России».
Воинское звание — генерал-полковник. Классный чин — действительный государственный советник Российской Федерации 1 класса, учёная степень — кандидат экономических наук.

## Знаки отличия
- орден Александра Невского;
- орден «За военные заслуги» (18 сентября 1995 года, № 950);
- орден Почёта;
- медаль Жукова;
- медаль «50 лет Победы в Великой Отечественной войне»;
- медаль «70 лет Вооружённых Сил СССР»;
- ведомственные награды Союза ССР и Российской Федерации[5].